# Danh sách tác phẩm của Nikolai Vasilyevich Gogol

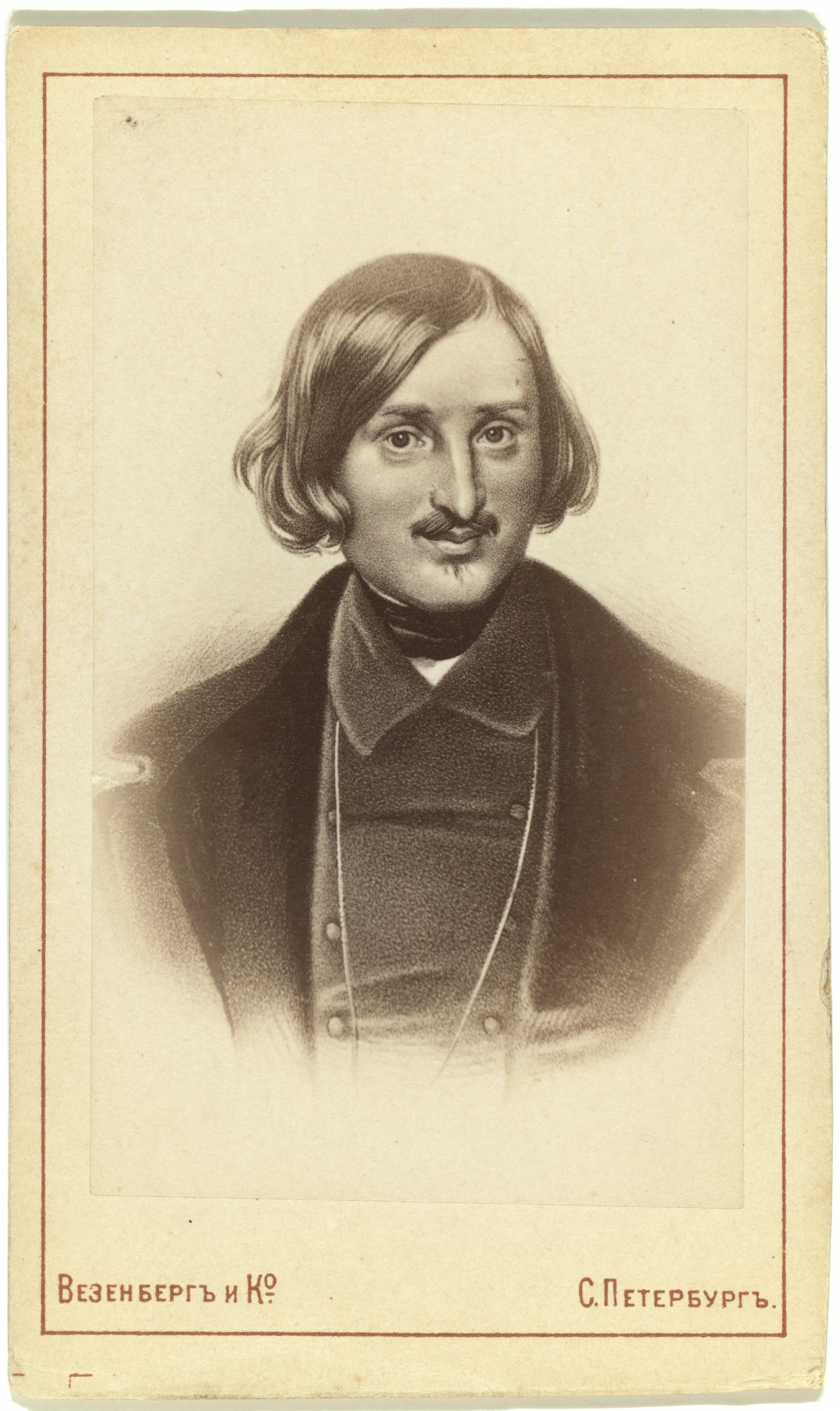
Một bức chân dung in thạch bản của Nikolai Gogol được xuất bản bởi Vezenberg & Co., St. Petersburg, khoảng năm 1880- 1886.

Đây là danh sách các tác phẩm của Nikolai Gogol (1809-1852):

## Kịch
- Huân chương Vladimir hạng ba, hài kịch chưa hoàn thành (1832).[1]
- Đám cưới, hài kịch (1835, xuất bản và công diễn năm 1842).
- Những con bạc, hài kịch (1836, xuất bản 1842, công chiếu năm 1843).
- Quan thanh tra (1836).
- Rời nhà hát, (hay Sau khi dàn dựng một vở hài kịch mới) (1836)

## Tiểu luận
- Phụ nữ, tiểu luận (1830)
- Lời nói đầu, dành cho tập đầu tiên của tập truyện Buổi tối ở nông trại (1831)
- Lời nói đầu, dành cho tập thứ hai của tập truyện Buổi tối trên nông trại (1832)
- Các đoạn chọn lọc từ thư từ gửi bạn bè, bộ tuyển tập các bức thư và bài tiểu luận (1847).[1]
  - Suy ngẫm về Lễ nghi thiêng liêng

## Văn học
- Buổi tối ở thôn ấp gần Dikanka, tập 1, tập truyện ngắn (1831):[1]
  - Hội chợ Sorochintsï
  - Đêm trước lễ Thánh John
  - Đêm tháng năm, hay Cô gái chết đuối
  - Lá thư thất lạc: Câu chuyện được kể bởi người trông nom nhà thờ N...
- Buổi tối ở thôn ấp gần Dikanka, tập II, tập truyện ngắn (1832):  
  - Đêm Giáng sinh
  - Cuộc báo thù rùng rợn
  - Ivan Fyodorovich Shponka và bà cô
  - Mảnh đất bị trù ếm
- Mirgorod, tập truyện ngắn gồm hai tập (1835):  
  - Những điền chủ nếp xưa
  - Taras Bulba
  - Viy
  - Chuyện về cuộc cãi vã giữa Ivan Ivanovich và Ivan Nikiforovich
- Arabesques (Kỳ dị), tuyển tập truyện ngắn (1835):  
  - Bức chân dung
  - Một chương từ một tiểu thuyết lịch sử (mẩu chuyện)
  - Đại lộ Nevsky
  - Người tù (mẩu chuyện)
  - Nhật ký người điên
- Cái mũi, truyện ngắn (1835-1836)
- Cỗ xe, truyện ngắn (1836)
- Thành Rome, mảnh (1842)
- Chiếc áo khoác (tên gọi khác: Chiếc áo khoác của một viên công chức), truyện ngắn (1842)
- Những linh hồn chết, tiểu thuyết (1842), dự định là phần đầu tiên của bộ ba tác phẩm.[2]

## Các thời kỳ sáng tác văn học
Những truyện ngắn được Gogol sáng tác từ năm 1830 đến năm 1835 đặt bối cảnh ở nước Ukraina, đôi khi những truyện ngắn này được gọi chung là những Truyện Ukraina.
Còn những truyện ngắn được ông sáng tác từ năm 1835 đến 1842 lấy bối cảnh thành phố Petersburg, thỉnh thoảng được gọi chung là những Truyện St Petersburg.

## Thơ ca
- Thơ ngợi ca nước Ý, bài thơ (1829)
- Hanz Küchelgarten, truyện thơ được xuất bản dưới bút danh "V. Alov" (1829)